# Grad, Slovenien

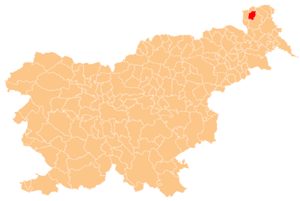
Kommunens läge i Slovenien

Grad är en ort och kommun i regionen Prekmurje i nordöstra Slovenien. Hela kommunen hade 2 005 invånare den 31 december 2023, och dess storlek är 37,4 km². I kommunen finns orterna Dolnji Slaveči, Grad (som är huvudorten), Kovačevci, Kruplivnik, Motovilci, Radovci och Vidonci. Grads centralort hade 689 invånare i slutet av 2007, på en yta av 9,4 kvadratkilometer.
I Grad finns en kyrka från 1000-talet och slottet Grad från 1200-talet.